# Near Myth
Near Myth ist ein Jazzalbum des Quartetts von Dave Brubeck mit dem Klarinettisten und Komponisten Bill Smith. Die Aufnahmen, die am 20. März 1961 entstanden waren, erschienen 1961 als Langspielplatte auf Fantasy Records und 1995 auf Original Jazz Classics als Compact Disc.

## Hintergrund
Near Myth war der dritte und letzte Gastauftritt des Klarinettisten Bill Smith anstelle von Paul Desmond mit dem Dave Brubeck Quartet. Smith hatte bereits 1946 mit dem Dave Brubeck Octet gespielt; Smith studierte wie der Pianist auch beim französischen Komponisten Darius Milhaud. Im August 1959 wirkte er an Brubecks Quartettalbum The Riddle (mit Eugene Wright und Joe Morello) mit, Mai/Juni 1960 am Folgealbum Brubeck a la Mode, für das er auch fast alle Kompositionen beisteuerte. Wie die früheren Aufnahmedaten konzentriert sich die Near-Myth-Session von 1961 ausschließlich auf Smiths Kompositionen, was zu einem ganz anderen Sound für die Band führt als die normale Mischung aus Songs und Standards bei den regulären Aufnahmen Brubecks, schrieb Ken Dryden in Allmusic.

## Musik des Albums
Dieses Album spiegelt Smiths Erkundungen mit erweiterten Techniken wider, da es bei einem Stück Multiphonics und bei einem anderen Flattern verwendet, schrieb Rachel Yoder  (2010). In „Siren Song“ verwendet Smith eine Stummschaltung, um ihn zu jeden extremen Altissimo-Tönen zu befähigen. Noch interessanter sind Techniken, mit denen Smith die musikalische Einheit in Near Myth geschaffen hat. Das Eröffnungsmotiv mit vier Tönen erscheint im gesamten Album erneut, und zwischen aufeinanderfolgenden Titeln bestehen andere motivische Verbindungen. Dave Brubeck bemerkte: ‚Bill Smith hat immer eine seltsame, aber nicht unbedingt unvereinbare Mischung aus Laune und Intellektualismus gezeigt‘. New Myth sei ein Beispiel für Smiths Fähigkeit, seinen klassischen Einfluss in den Jazz einzubringen und ein zusammenhängendes musikalisches Ergebnis zu erzielen.

## Titelliste

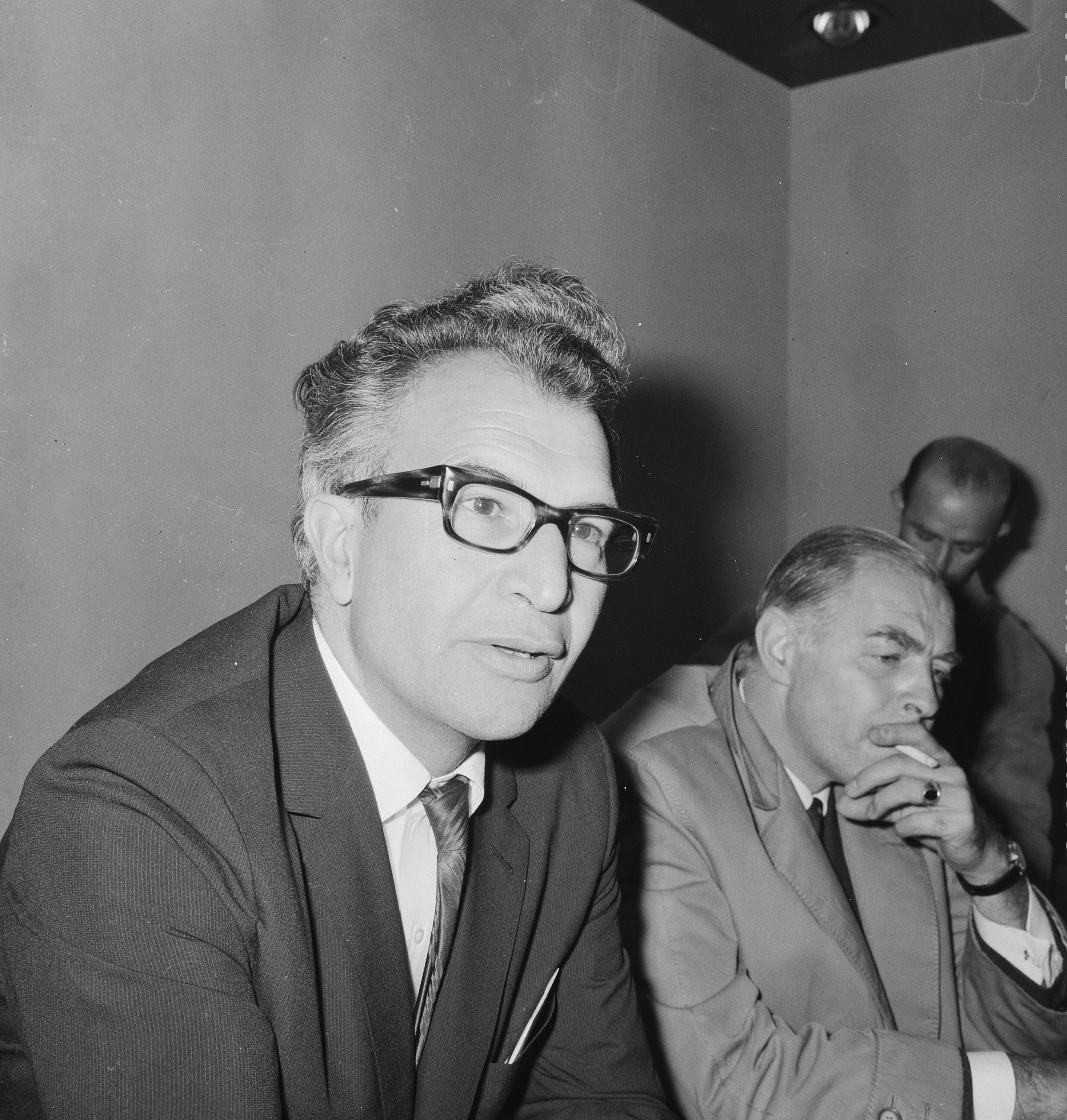
Dave Brubeck bei der Ankunft auf dem Flughafen Amsterdam Schiphol 1964. Foto: Jac de Nijs

- Dave Brubeck Quartet / Brubeck-Smith: Near Myth (Fantasy 3319)[3]

A1 The Unihorn – 5:13

A2 Bach An’ All – 3:49

A3 Siren Song – 5:35

A4 Pan’s Pipes – 4:10

A5 By Jupiter – 3:54
B1 Baggin’ the Dragon – 6:46

B2 Apollo’s Axe – 3:19

B3 The Sailor & the Mermaid – 4:13

B4 Nep-Tune – 2:51

B5 Pan Dance – 3:35

## Rezeption
Der Billboard schrieb in seiner Ausgabe vom 13. November 1961 in einer Kurzrezension: „Ein weiteres helles und geschmackvolles Set von ein paar alten Jazzfreunden“; bei den meisten Tracks „herrscht leichtes, lockeres Swingen“.
Ken Dryden vergab an das Album in Allmusic vier Sterne und schrieb: „Smith beweist sich sehr in Desmonds Liga mit seinen witzigen Soli und ebenso amüsanten, mit Wortspielen gefüllten Liner Notes. Obwohl keiner dieser Songs ein fester Bestandteil von Brubecks Repertoire wurde, selbst nachdem Smith 1982 den Tenoristen Jerry Bergonzi als Mitglied des Quartetts abgelöst hatte, ist dies mit Sicherheit das beste der drei Alben, die er zwischen den späten 50ern und den frühen 60ern mit Dave Brubeck gemacht hat.“